# アンナ・ヴェーバー＝ファン・ボッセ

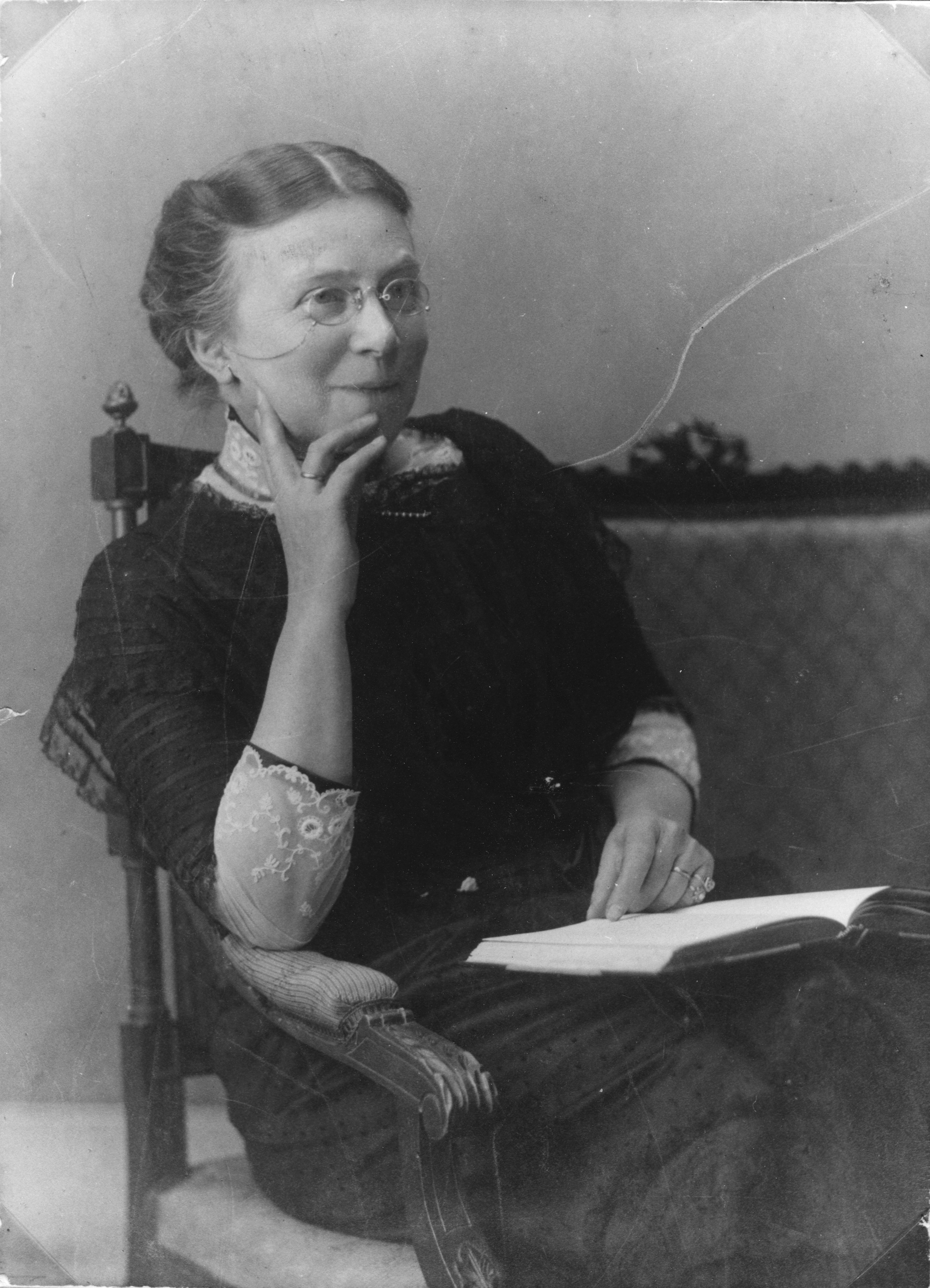
Anna Antoinette Weber-van Bosse (1910年頃)

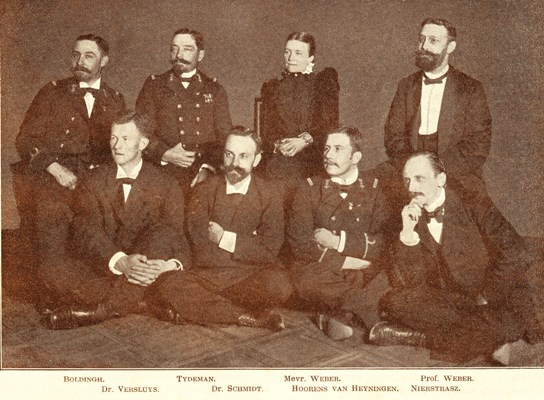
シボガ号探検隊のメンバー

アンナ・ヴェーバー＝ファン・ボッセ（オランダ語: Anna Weber-van Bosse、1852年3月27日 - 1942年1月29日）は、オランダの藻類学者である。

## 略歴
アムステルダムに商人の娘として生まれた。1870年に画家のファン・コレン（Wilhelm Ferdinand Willink van Collen）と結婚するが、1877年に死別した。1880年にアムステルダム大学に最初の女子学生の一人として入学し、植物学者のユーゴー・ド・フリースやオーデマンのもとで学んだ。3年間植物学を学んだ後、海藻の分野を専門に選んだ。1883年に動物学者のマックス・カール・ヴィルヘルム・ヴェーバーと結婚し、翌年、夫ともに北ノルウェー、オランダ領東インド諸島、南アフリカの調査旅行を行い、1899年から1900年のシボガ号によるオランダ領東インドの海洋調査に参加し、海藻の収集を担当した。帰国後、収集した熱帯の海藻に関する多くの論文を発表した。新しく発見した藻類には、Periphykon、Exophyllum、Chalicostroma、Microphyllum、Corallophila、Aneuria、Etherlia、Perinema、Tapeinodasya、Mesospora、Bryobesia、Tydemaniaがある。夫の探検に基づく137の論文執筆の援助もした。
その後も1905年にイギリスのガーディナー（John Stanley Gardiner）が Percy Sladen Trust Expeditionで集めた海藻や、ベルギー皇太子レオポルドが1926年から1929年に集めた標本、1914年から1916年にデンマークのカイ諸島探検隊が集めた標本なども研究した。
1885年からオランダ植物学会（Nederlandsche Botanische Vereeniging）の会員となり、1924年には名誉会員となった。ユトレヒト大学から1910年に名誉博士号を受け、1935年にオランダ勲功章（Offizierskreuz des niederländischen Verdienstordens）を受勲した。